# Чжуншаньский институт науки и технологии
Чжуншаньский институт науки и технологии (кит. упр. 中山科學研究院, пиньинь Zhōngshān kēxué yánjiū yuàn, палл. Чжуншань кэсюэ яньцзю юань, У.-Д. Chungshan k’ohsüeh yenchiu yüan, буквально Чжуншаньский научно-исследовательский институт, англ. CSIST - Chung-Shan Institute of Science and Technology) — головная научно-исследовательская и опытно-конструкторская организация Бюро вооружений Министерства национальной обороны Китайской Республики, принимающая активное участие в разработке различных систем вооружения и технологий двойного назначения. CSIST также вовлечён в гражданскую космическую программу Тайваня. Штаб-квартира организации расположена в городе Лунтань (Тайвань), уезда Таоюань на Тайване.

## История
CSIST был основан правительством Китайской Республики 1 июля 1969 года в качестве центра военных разработок и системной интеграции. На раннем этапе институт вёл разработку различных радиолокационных систем и комплексов ракетного оружия, а также оказывал услуги по системной интеграции для военной авиации и кораблей Китайской Республики.
Во время холодной войны Чжуншаньский институт несколько раз привлекался к работам по программам разработки ядерного оружия.
В 1967 году, под эгидой Института исследования ядерной энергии (INER — сокр. англ. Institute of Nuclear Energy Research) была начата программа создания ядерного оружия. После того, как специалисты МАГАТЭ нашли доказательства усилий Китайской Республики по производству оружейного плутония, в Тайбэе, под давлением США, в сентябре 1976 года согласились прекратить работы по ядерной программе. 

## Разработки

### Истребители
- AIDC F-CK-1 «Цзинго»: Разработан подразделением выделенным позднее в AIDC являвшимся также поставщиком истребителя[3]. Институт участвовал совместно с AIDC в модернизации IDF (сокр. англ. Indigenous Defence Fighter)[4].

### Ракетное оружие
- Сюнфэн 1[англ.] (Hsiung Feng I, HF-1): дозвуковая противокорабельная ракета морского и наземного базирования[1].
- Сюнфэн 2[англ.] (Hsiung Feng II, HF-2): улучшенная модификация Сюнфэн 1 с возможностью авиационного базирования[1].
- Сюнфэн 2Е (Hsiung Feng IIE, HF-2E): крылатая ракета для поражения наземных целей созданная на базе ПКР Сюнфэн 2.
- Сюнфэн 3 (Hsiung Feng III, HF-3): сверхзвуковая противокорабельная ракета, серийное производство которой планировалось начать в 2011 году.
- Гуньу-1 (Kun Wu 1, KW 1): копия ПТРК 9К11 «Малютка»[5], по состоянию на 2011 год выведен из эксплуатации Армии Китайской Республики[6].
- Гунфэн-6 (Kung Feng 6, KF 6): РСЗО тайваньской разработки[1].
- Дяньгун-1[англ.] (Sky Bow I, TK-1): зенитно-ракетный комплекс средней дальности[1].
- Дяньгун-2[англ.] (Sky Bow II, TK-2): улучшенная модификация TK-1, с большей дальностью и ограниченными возможностями использования ЗРК в качестве противоракетной системы[1].
- Дяньгун-3[англ.] (Sky Bow III, TK-3): противоракетная система (частично основана на технологиях Patriot-2) — в разработке.
- Тяньцзянь-1 (Sky Sword I, TC-1): ракета класса «воздух-воздух» с инфракрасной головкой самонаведения[1].
- Тяньцзянь-2[англ.] (Sky Sword II, TC-2): ракета класса «воздух-воздух» с радиолокационной головкой самонаведения[1].
- Лэйтин-2000[англ.] (Thunderbolt-2000, LT-2000): тайваньский РСЗО[7].

## Организационная структура
В состав института входят шесть исследовательских подразделений и четыре центра.

### Исследовательские подразделения
- Авиационные системы
- Управляемые и неуправляемые ракеты
- Информационные системы и системы передачи данных
- Химические системы
- Материалы и Оптико-электронные системы
- Электронные системы

### Центры
- Разработки
- Производственный
- Комплексного материально-технического обеспечения
- Управления информацией